# فستیوال موسیقی کوچه
فستیوال موسیقی کوچه یک جشنوارهٔ موسیقی بومی-محلی است که هر ساله در بوشهر برگزار می‌شود. این جشنواره میزبان گروه‌های موسیقی محلی از سراسر ایران است. این رویداد تلاشی برای حفظ میراث خوانندگی و نوازندگی محلی است.
این فستیوال یک‌بار نیز در بمبئی هندوستان در تاریخ ۹ سپتامبر ۲۰۱۸ با نامِ Koocheh culture Persian arts nights برگزار شده است.

## تأسیس و برگزاری
احسان عبدی‌پور که از برگزارکنندگان این فستیوال است، گفته است:
«فستیوال موسیقی کوچه کاملاً مستقل بوده و بدون حمایت مالی از سوی هر شخص یا ارگانی برگزار می‌شود. در اساسنامه این فستیوال هیچ سود و دستمزدی برای برگزارکنندگان در نظر گرفته نشده است و بلیط‌فروشی تنها با هدف تأمین هزینه‌های برگزاری و پرداخت دستمزد گروه‌های موسیقی انجام شده است.»
محسن شریفیان نیز از افراد سرشناس در برگزاری و تأسیس این فستیوال است.

## اولین فستیوال
اولین دورهٔ این جشنواره در سال ۱۳۹۶ و همزمان با روز بوشهر (۱۸ اسفند) از تاریخ ۱۹ تا ۲۵ اسفند در بوشهر برگزار شد.
فهرست گروه‌های موسیقی این دوره:
| ردیف | نام گروه | منطقه     |
| ---- | -------- | --------- |
| ۱    | داماهی   | هرمزگان   |
| ۲    | سرنا     | لرستان    |
| ۳    | کماکان   | خوزستان   |
| ۴    | میشو     | آذربایجان |
| ۵    | شوروم    | گیلان     |
| ۶    | ژوانا    | کردستان   |
| ۷    | لیان     | بوشهر     |

## دومین فستیوال
دومین فستیوال موسیقی کوچه از تاریخ ۲۰ الی ۲۶ اسفند ۱۳۹۷ در شهر بوشهر برگزار شد.
فهرست گروه‌های موسیقی این دوره:
| ردیف | نام گروه          | منطقه        |
| ---- | ----------------- | ------------ |
| ۱    | هیرون             | بوشهر        |
| ۲    | شبدیز             | بوشهر        |
| ۳    | موسیقی افغانستانی | -            |
| ۴    | نغمه‌ستان          | خراسان شمالی |
| ۵    | داماهی            | هرمزگان      |
| ۶    | سرنا              | لرستان       |
| ۷    | کماکان            | خوزستان      |
| ۸    | وحید اسداللهی     | آذربایجان    |
| ۹    | موسیقی عرب        | -            |

## سومین فستیوال
پس از وقفه‌ای نسبتاً طولانی (از سال ۱۳۹۸ تا ۱۴۰۱) به دلیل شیوع ویروس کرونا و رعایت پروتکل‌های بهداشتی، سومین دوره این فستیوال از تاریخ ۲ تا ۸ اسفند ۱۴۰۲ در شهر بوشهر برگزار شد.
فهرست گروه‌های موسیقی این دوره
| ردیف | نام گروه       | منطقه     |
| ---- | -------------- | --------- |
| ۱    | کبیر معصومی    | افغانستان |
| ۲    | فاروق رحمانی   | بلوچستان  |
| ۳    | حسین اصیلی     | میناب     |
| ۴    | امین فیروز پور | بوشهر     |
| ۵    | شب موسیقی عرب  | -         |
| ۶    | عادل کمالی     | کُردستان   |
| ۷    | گروه سیریا     | بوشهر     |
| ۸    | وحید اسداللهی  | آذربایجان |
| ۹    | او و دوستانش   | تهران     |
| ۱۰   | فرج علیپور     | لرستان    |

## چهارمین فستیوال
چهارمین فستیوال موسیقی کوچه پس از تغییرات متعدد در تاریخ برگزاری، از ۵ تا ۱۰ اردیبهشت ماه ۱۴۰۴ برگزار شد. با این حال، پس از گذشت تنها دو روز از شروع این رویداد به‌منظور همدردی با حادثه بندرعباس، برگزارکنندگان فستیوال تصمیم به پایان دادن به آن گرفتند.
فهرست گروه‌های موسیقی این دوره
| ردیف | نام گروه           | منطقه   |
| ---- | ------------------ | ------- |
| ۱    | حیدو هدایتی        | بوشهر   |
| ۲    | کماکان (مهدی ساکی) | خوزستان |
| ۳    | شب بلوچستان        | -       |
| ۴    | شب شروه            | بوشهر   |